# Little Thetford
Little Thetford – wieś w Anglii, w hrabstwie Cambridgeshire, w dystrykcie East Cambridgeshire.